# Ghost Pilots
Ghost Pilots est un jeu vidéo de type shoot 'em up développé et édité par SNK en 1991 sur Neo-Geo MVS et Neo-Geo AES et en 1995 sur Neo-Geo CD (NGM 020),,.

## Série
1. Sky Adventure (1989, Alpha 68K Based)
2. Ghost Pilots